# Anders Vistisen
Anders Primdahl Vistisen (Viborg, 12 novembre 1987) è un politico danese, europarlamentare del Partito Popolare Danese e Spitzenkandidat del Partito Identità e Democrazia per le elezioni europee del 2024.

## Biografia
Nel 2002, all'età di 15 anni, ha aderito all'organizzazione giovanile del Partito Popolare Danese (DFU), di cui è stato presidente nazionale dal 2012 al 2015. Laureato in giurisprudenza , sposato e padre di tre figli, è stato componente del consiglio regionale dello Jutland Centrale e consigliere comunale nella città di Randers.
Alle elezioni europee del 2014 è fra i 4 eletti del suo partito, divenendo componente della Commissione di controllo sui bilanci (2014/2017) e di quella per gli affari esteri (di quest'ultima è stato anche vicepresidente dal 2017 al 2019).
Ricandidato alle successive elezioni del 2019 non viene rieletto a causa del forte calo dei seggi assegnati al suo partito. Rientra al Parlamento europeo il 23 novembre 2022, subentrando al collega Peter Kofod che ha optato per il mandato di parlamentare nazionale al Folketing.
Per le elezioni europee del 2024 è stato selezionato come candidato principale dal gruppo parlamentare di Identità e Democrazia, rappresentando la stessa formazione politica nei dibattiti pubblici a livello comunitario.